# 1896年夏季奥林匹克运动会保加利亚代表团
1896年夏季奥林匹克运动会保加利亚代表团，只派出了查爾斯·尚波一名运动员参加体操项目的角逐，但查爾斯·尚波实际上是居住于保加利亚的瑞士人。

## 體操
尚波參加了三項體操比賽，並沒有獲得獎牌，他在體操比賽中的成績及位置沒有紀錄。
| 運動員      | 項目     | 成績 | 排名 |
| ----------- | -------- | ---- | ---- |
| 查爾斯·尚波 | 男子跳馬 | 不詳 | 4–15 |
| 查爾斯·尚波 | 男子雙槓 | 不詳 | 3–18 |
| 查爾斯·尚波 | 男子鞍馬 | 不詳 | 3–15 |